# Colquitt County
Colquitt County är ett administrativt område i delstaten Georgia, USA, med 45 498 invånare. Den administrativa huvudorten (county seat) är Moultrie. 

## Geografi
Enligt United States Census Bureau så har countyt en total area på 1 441 km². 1 430 km² av den arean är land och 11 km² är vatten.

### Angränsande countyn
- Tift County - nordost
- Cook County - öst
- Brooks County - sydost
- Thomas County - sydväst
- Mitchell County - väst
- Worth County - nordväst